# Okikaze
L'Okikaze (沖風? lett. "Vento dal mare aperto") è stato un cacciatorpediniere della Marina imperiale giapponese, terza unità appartenente alla classe Minekaze. Fu varato nell'ottobre 1919 dal cantiere navale di Maizuru.
Servì in prima linea nel corso degli anni venti e dei primi anni trenta. Già prima dell'attacco di Pearl Harbor era stato assegnato al Distretto di Guardia di Ominato e sin dai primi giorni di ostilità espletò compiti secondari, quali il pattugliamento antisommergibile e la scorta al traffico navale, operando per lo più da Yokosuka e nelle acque sia di Tokyo, sia del Giappone settentrionale. Il 10 gennaio 1943, mentre stava portandosi al largo della capitale per un'ennesima ricognizione, rimase vittima del sommergibile statunitense USS Trigger e colò a picco con diversi morti, incluso lo stesso comandante.

## Servizio operativo

### Costruzione
Il cacciatorpediniere Okikaze fu ordinato nell'anno fiscale edito dal governo nipponico nel 1917. La sua chiglia fu impostata nel cantiere navale di Maizuru il 22 febbraio 1919 e il varo avvenne il 3 ottobre dello stesso anno; fu completato il 17 agosto 1920. Fino ai primi anni trenta operò nelle divisioni cacciatorpediniere della marina imperiale, quando fu rimpiazzato dai più recenti esemplari classe Fubuki. Nel 1938 fu radiato dal servizio e privato di tutte le armi; nel 1941, tuttavia, con la prospettiva di un conflitto contro le potenze occidentali sempre più vicina, fu riarmato e nuovamente immatricolato.

### La seconda guerra mondiale

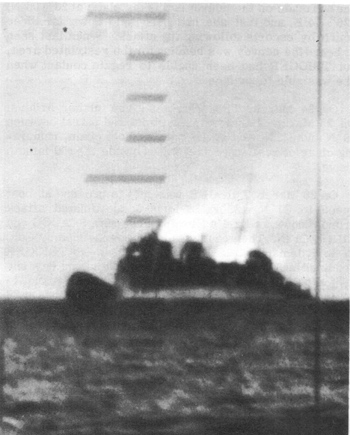
La distruzione dellOkikaze, fotografato dal periscopio del sommergibile attaccante

Al momento dell'attacco di Pearl Harbor l'Okikaze era al comando del capitano di corvetta Hirō Yamana e operava alle dipendenze del Distretto di guardia di Ominato, responsabile della sicurezza delle acque giapponesi settentrionali. La mattina dell'8 dicembre 1941 si spostò poco a nord, a Muroran nell'Hokkaidō, e per i cinque mesi seguenti fu assegnato a regolari pattugliamenti e/o alla difesa del naviglio in transito nella zona di Atsugishi. Il 10 aprile 1942, siccome riassegnato al 1º Distretto navale, salpò da Ominato dove era rientrato e il 13 si fermò a Yokosuka, dove si trovava il quartier generale. Passò al comando del capitano di corvetta Nobuyoshi Suetsugu e nel corso del 25 aprile scortò un convoglio a Kushimoto, sempre sull'isola di Honshū; tornato a Yokosuka, fu impegnato in compiti secondari come il pattugliamento antisommergibile, che il 25 maggio espletò appena fuori dalla baia di Tokyo. Dal 2 al 24 giugno rimase nell'arsenale di Yokosuka per un raddobbo generale. Nel corso dei lavori, anzi, l'Okikaze fu riequipaggiato in accordo al suo ruolo di cacciatorpediniere di scorta impegnato in zone tranquille: perse i cannoni numero 2 e 3, i tubi lanciasiluri a mezzanave, le mitragliatrici leggere, l'apparato sminatore e aggiunse cinque impianti binati di cannoni contraerei Type 96 da 25 mm L/60; a poppa furono sistemati quattro lanciatori di bombe di profondità con complessivi trentasei ordigni. Il dislocamento aumentò un poco e la velocità massima calò a 35 nodi.
Il 2 luglio poté tornare in servizio e fu assegnato alla vigilanza della rada della capitale e dell'intenso traffico navale che vi faceva capo, rientrando a cadenza regolare a Yokosuka per rifornimento di carburante, cibo e munizioni. Il 30 settembre riprese il mare dalla base per condurre pattugliamenti e scorta nelle acque settentrionali di Honshū, compito monotono che non fu segnato da alcun incontro. Dal 4 novembre tornò a operare negli stessi ruoli al largo di Tokyo e tre giorni più tardi, durante una delle pause, transitò al comando del capitano di corvetta Gisaburō Iuchi. L'Okikaze continuò dunque a pattugliare regolarmente partendo da Yokosuka. Il 9 gennaio, di sera, lasciò la base per portarsi al largo della baia di Tokyo e vigilare in quella zona, ma la mattina successiva fu attaccato dal sommergibile USS Trigger più o meno all'altezza del faro di Katsuura, 25 miglia a sud-est di Yokosuka (35°02′N 140°12′E). Nell'esplosione e nell'affondamento perì un numero sconosciuto di marinai, tra i quali figurava anche il comandante Iuchi.
Solamente il 1º marzo 1944 l'Okikaze fu depennato dai registri della Marina imperiale giapponese.